# Высотное струйное течение

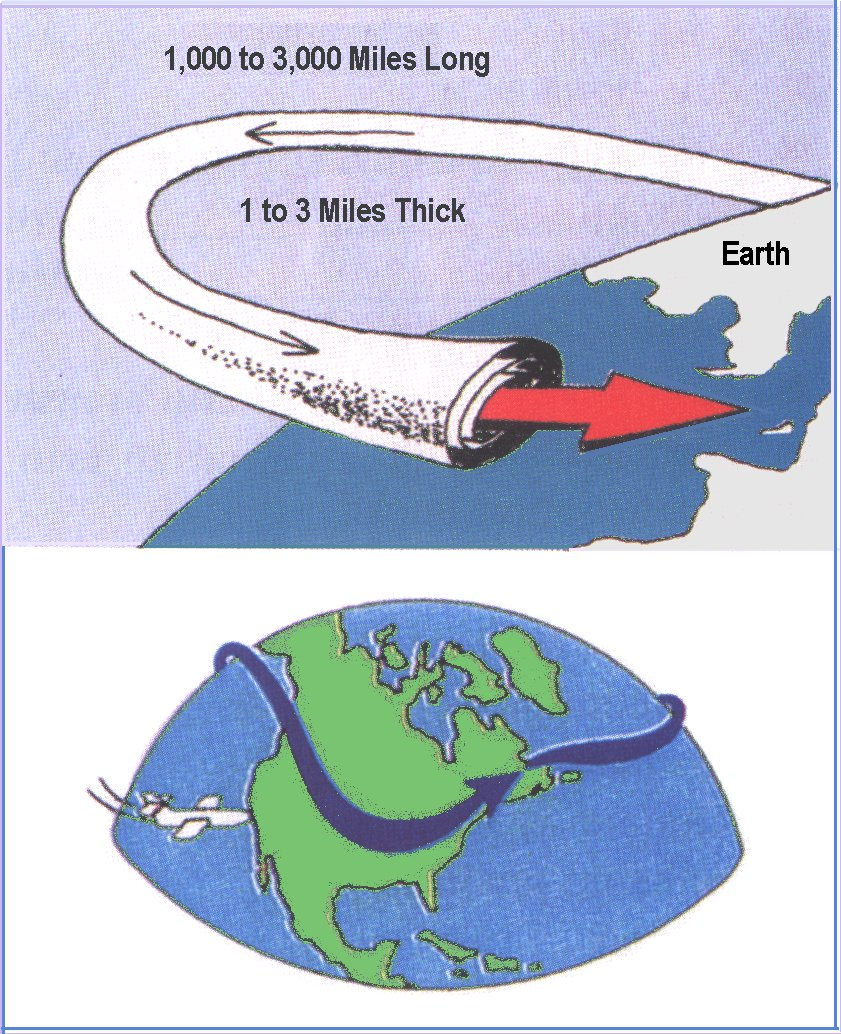
Основные ВСТ идут с западного направления в стратосфере

Струйное течение (англ. jet stream) — узкая зона сильного ветра в верхней тропосфере, ограниченная сверху тропопаузой, для которой характерны большие скорости (обычно на оси более 25 м/с) и градиенты ветра (вертикальный более 5 м/с на 1 км, горизонтальный более 10 м/с на 100 км). Обычно нижняя граница струйного течения находится на высоте 5—7 км, реже 2—4 км, иногда (у наиболее мощных СТ при очень больших градиентах температуры) 500—1000 м.
Струйное течение связано с высотными фронтальными зонами. Имеет эллиптическое по форме вертикальное поперечное сечение. Размеры СТ по горизонтали — сотни километров в ширину и тысячи километров в длину, по вертикали — 2—4 км. Скорости ветра в СТ изменяются вдоль струи, причем очаги максимальных скоростей на оси СТ перемещаются по ветру. Струи перемещаются в виде извивающихся «воздушных рек» и в основном направлены к востоку, но могут иметь меридианное и ультраполярное направление.
Высотные струйные течения являются звеньями общей зональной циркуляции атмосферы. Различают следующие локализации СТ:
- арктическое,
- внетропическое,
- экваториальное,
- субтропическое,
- тихоокеанское над Японией,
- южноамериканское над востоком Тихого океана,
- центральноазиатское над Аравийским полуостровом,
- а также южноатлантическое,
- южноафриканское,
- австралийское зимнее вдоль субтропиков,
- субполярное,
- стратосферное,
- полярнофронтовое умеренных широт,
- полярное,
- СТ в зонах разрыва тропопаузы,
- СТ тропосферных и стратосферных высотных фронтальных зон и высоких слоев атмосферы (выше 35—40 км)
- и др.

СТ опасны для авиации в связи с сильной турбулентностью воздушных потоков в них, особенно в так называемых турбулентных зонах — слоях интенсивной болтанки вблизи границ СТ, на их циклонической стороне.
Выделяют также струйное течение низких уровней («мезоструя»), оно имеет размер 20—100 км по ширине, 1—2 км по высоте. Наблюдается в зонах активных фронтов (над тёплым фронтом и перед холодным фронтом) на сравнительно небольшой высоте (нижняя кромка около 1 км или несколько ниже).